# Manometrische Saughöhe
Die manometrische Saughöhe ist die vom Manometer einer Kreiselpumpe angezeigte scheinbare Saughöhe. Sie errechnet sich aus der geodätischen Saughöhe sowie den Reibungsverlusten der Saugschläuche.
Beim Entlüften (Ansaugen) der Pumpe zeigt das Eingangsmanometer der Entlüftungseinrichtung einen negativen Eingangsdruck (relativer Druck). Multipliziert man diesen Wert in bar mit –10, so ergibt sich daraus die manometrische Saughöhe in Metern.
Beispiel: Zeigt das Eingangsmanometer der Pumpe einen Eingangsdruck von −0,4 bar, dann entspricht das einer manometrischen Saughöhe von 4 m.

## Quelle
- Präsentation der Landesfeuerwehrschulen Niedersachsen